# Mandel
För andra betydelser, se Mandel (olika betydelser).
Mandel (Prunus dulcis) är ett träd inom plommonsläktet och familjen rosväxter. Mandelträdet bildar stenfrukter, och inuti kärnan i frukten finns ett frö som är det som går under namnet mandel. Mer än hälften, närmare 80% av all världens mandelfrukt, produceras i Kalifornien. Mandel räknas som en nöt i EU:s märkningsregler, trots att den inte uppfyller de strikt botaniska kriterierna för detta.

## Utseende

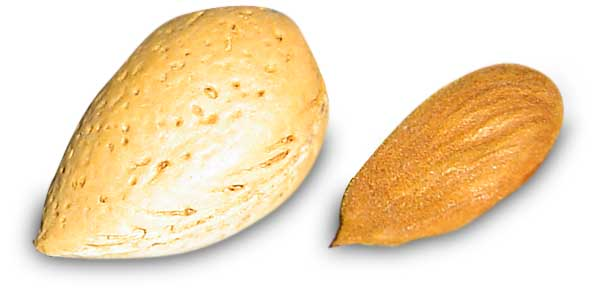
Till vänster ses "stenen" ("kärnan") - ett hårt skal (endokarp) som omger fröet. När detta skal tas bort får man fram det ätbara fröet, till höger, som vi kallar mandel.

Trädet kan bli upp till åtta meter högt och blommar från februari till april med tre till fem centimeter stora, vita eller vitrosa blommor. De slår ut strax efter lövsprickningen, ofta ymnigt. Mandelträdet är till storlek, form och blad likt sin nära släkting persikan men har kala blad. Mandelträdets stenfrukt skiljer sig från persikans genom att den är torr och inte större än sex centimeter. Frukten är grågrön och lika luden som persikan. När frukten mognar sju till åtta månader efter blomningen torkar den ihop och öppnar sig, så att fröet inuti kan falla till marken.

## Varieteter
Mandel har flera varieteter:
- Bittermandel (P. amygdalus var. amara)
- Sötmandel (P. amygdalus var. dulcis)
- Krakmandel (P. amygdalus var. fragilis)

### Bittermandel
Huvudartikel: Bittermandel
Bittermandel är en varietet (var. amara) som endast odlas och innehåller glykosiden amygdalin som ger upphov till giftiga ämnen. I den vanliga sötmandeln brukar det dyka upp en och annan bittermandel, vilket man snabbt känner igen på den bittra smaken och att den är obehaglig att tugga på. Bittermandlar som stöts med vatten ger upphov till en distinkt doft som kommer sig av att det bildas bensaldehyd.

## Kultivering och spridning

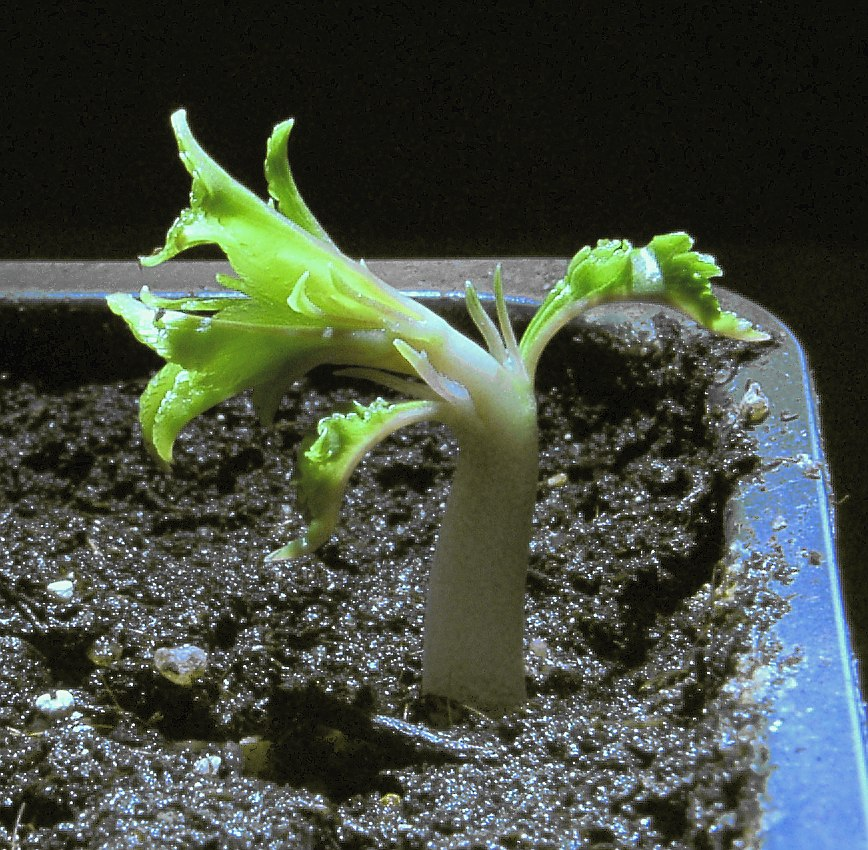
Två dagar gammal mandelplanta.

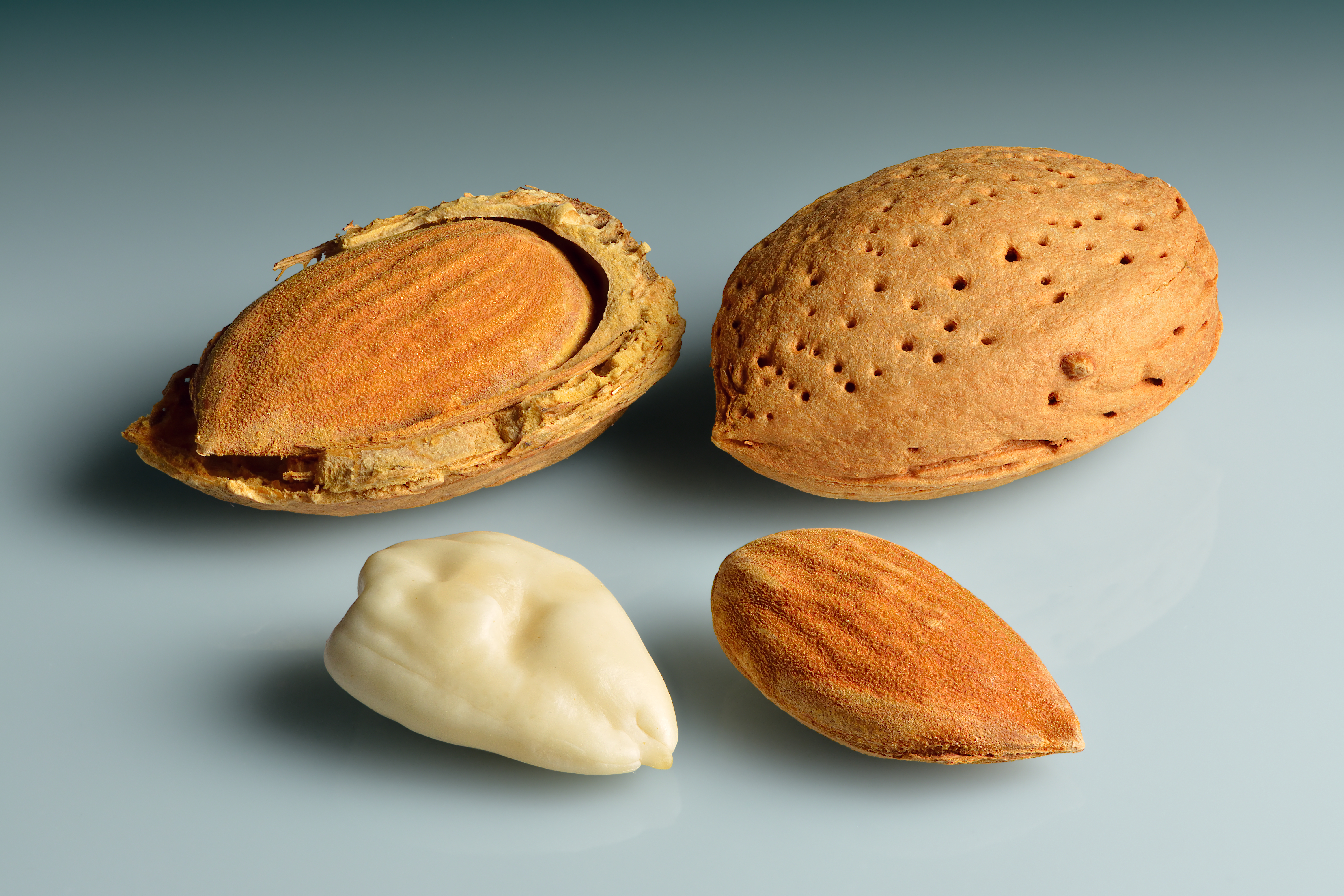

Odling av mandel sker numera i stora delar av Medelhavsområdet, inte minst på Mallorca, dit den infördes 1765, liksom i Australien, Iran och USA. Den som besöker Teneriffa under månadskiftet februari-mars har svårt att undgå de planterade rosa fälten av mandelträd exempelvis vid Santiago del Teide. Mandelträdet är härdigt nog att klara klimatet i södra Sverige och på Gotland. Dess ursprung är Asien. Mandelträdet har odlats i tusentals år och odlades av grekerna redan på 400-talet f.Kr, vilket ledde till att romarna så småningom lärde känna mandeln. På 1300-talet började man importerade mandel till Norden.
| Nr | Område                                     | Produktion (ton) | Andel (%) |
| --- | ------------------------------------------ | ---------------- | --------- |
| 1 | USA                                        | 1 545 500        | 57,30 %   |
| 2 | Spanien                                    | 195 704          | 7,26 %    |
| 3 | Australien                                 | 160 000          | 5,93 %    |
| 4 | Iran                                       | 111 936          | 4,15 %    |
| 5 | Marocko                                    | 101 026          | 3,75 %    |
| 6 | Italien                                    | 74 016           | 2,74 %    |
| 7 | Turkiet                                    | 73 230           | 2,72 %    |
| 8 | Tunisien                                   | 66 700           | 2,47 %    |
| 9 | Algeriet                                   | 64 827           | 2,40 %    |
| 10 | Kina                                       | 44 178           | 1,64 %    |
| 11 | Syrien                                     | 34 729           | 1,29 %    |
| 12 | Libyen                                     | 32 222           | 1,19 %    |
| 13 | Libanon                                    | 30 583           | 1,13 %    |
| 14 | Chile                                      | 30 093           | 1,12 %    |
| 15 | Afghanistan                                | 27 400           | 1,02 %    |
| 16 | Uzbekistan                                 | 23 000           | 0,85 %    |
| 17 | Pakistan                                   | 21 649           | 0,80 %    |
| 18 | Grekland                                   | 20 380           | 0,76 %    |
| 19 | Portugal                                   | 9 034            | 0,33 %    |
| 20 | Israel                                     | 6 700            | 0,25 %    |
| 21 | Palestina                                  | 4 594            | 0,17 %    |
| 22 | Tadzjikistan                               | 3 400            | 0,13 %    |
| 23 | Jordanien                                  | 2 143            | 0,08 %    |
| 24 | Kirgizistan                                | 1 700            | 0,06 %    |
| 25 | Elfenbenskusten                            | 1 621            | 0,06 %    |
| 26 | Burkina Faso                               | 1 457            | 0,05 %    |
| 27 | Turkmenistan                               | 1 100            | 0,04 %    |
| 28 | Frankrike                                  | 1 067            | 0,04 %    |
| 29 | Swaziland                                  | 1 043            | 0,04 %    |
| 30 | Länder som producerade mindre än 1 000 ton | 6 176            | 0,23 %    |
| | Total världsproduktion                     | 2 697 208        | 100,00 %  |
| Källa: FN:s livsmedels- och jordbruksorganisation:s data för år 2014. Siffrorna avser mandel med skal. |                                            |                  |           |

## Användning
Ur den skalade mandeln utvinns den väldoftande mandeloljan som används i mediciner och hudkräm.

### Mandel som livsmedel
Mandel kan ätas som den är med sitt tunna bruna hölje. Det bruna höljet kan tas bort och den kallas då skalad mandel, ett vanligt sätt är att skålla mandeln i kokhett vatten, resultatet kallas följaktligen för skållad mandel. Mandel används även till konfektyr, bakverk, matlagning och glass. Mandel är emellertid också en vanlig allergen och även spår av mandel kan orsaka kraftiga allergiska reaktioner.
Hela skalade mandlar eller mandelspån används som dekoration på bakverk. Bittermandelolja kan tillsättas bakverk för att ge den speciella bittermandelsmaken, till exempel i mandelkubb. Mandel kan förädlas till mandelmassa eller marsipan genom att man krossar, maler eller manglar mandeln. Bearbetningen kan göras ihop med socker; mandeloljan och sockret tillsammans gör att massan håller ihop bra.
Brända mandlar som ofta säljs som marknadsgodis, är mandel som blandats i varmt, karamelliserat socker. Även saltade mandlar säljs som tilltugg.

### Mandel i kulturen och språket
I Sverige är det tradition att lägga en skalad mandel i julgröten innan den serveras. Den som får mandeln i sin gröttallrik får sedan, beroende av tradition, hitta på och läsa upp ett rim till gröten (därav ordet ”grötrim”), en mandelgåva, önska sig något, bli gift till sommaren eller kanske rent av "äran" att diska efter julbordet.
Om man i en mandel hittar två kärnor kan man med dessa spela filipin.
Språkligt sett har ordet mandel (för övrigt i likhet med ordet potatis) två pluralformer. En "mandel" och flera "mandlar" är de vanliga formerna för singular resp. plural. Formen "mandlar" används när man syftar på några enstaka mandlar, exempel: att skära några mandlar i strimlor, lägga några skållade mandlar i varje glöggkopp. Därutöver finns formen "mandel" som kollektiv plural, som används när man talar om en obestämd större mängd mandel, exempel: en påse mandel, använda mald mandel i kakdegen, tycka om mandel. Därför står det kort och gott "mandel" eller "sötmandel" på påsen man köper i affären. Dock kan man se vissa direktöversättningar hos mindre importörer där pluralformen för enstaka exemplar har använts. I samband med brända mandlar är det vanliga uttrycket just "brända mandlar".

### Näringsinnehåll
Per 100 g torkad sötmandel (källa: Livsmedelsverkets livsmedelsdatabas, version 04.1)
- Energi: 595,1 kcal/2490,1 kJ
- Vatten: 4,4 g
- Protein: 20 g
- Fett: 52 g varav mättat: 4,93 g, enkelomättat: 33,9 g, fleromättat: 11 g, kolesterol: 0 mg
- Kolhydrater: 13,3 g, varav sockerarter: 6,6 g
- Fibrer:  7,2 g
- Vattenlösl. vitaminer: folat: 59 µg, niacin: 3,4 mg, B2: 0,78 mg, B1: 0,21 mg, B6: 0,11 mg
- Fettlösl. vitaminer: karoten (A): 120 µg, alfa-tokoferol (E): 24 mg
- Mineraler: fosfor: 520 mg, järn: 5,2 mg, kalcium: 265 mg, kalium: 730 mg, magnesium: 280 mg, natrium: 11 mg, selen: 2 µg, zink: 3,3 mg